# 拉法爾·布斯澤克
拉法爾·布斯澤克（波蘭語：Rafał Buszek；1987年4月28日—）是一位波蘭排球運動員。他效力於波蘭排球聯賽球隊ZAKSA。他也代表波蘭國家排球隊參賽，參加了2014年世界排球錦標賽。